# ملیسا بنویست
ملیسا ماری بنویست (انگلیسی: Melissa Marie Benoist؛ زاده ۴ اکتبر ۱۹۸۸) هنرپیشه، و خواننده اهل ایالات متحده آمریکا است. وی در صحنهٔ تئاتر، سینما و تلویزیون به ایفای نقش پرداخته‌است. بیشتر او را به خاطر بازی در نقش کارا دنورس/ کارا زور ال در سریال سوپر گرل می‌شناسند.
بنویست به خاطر بازی در نقش مارلی رز در سریال گلِی شهرت دارد. او همچنین در فیلم‌های ویپلش، دنی کالینز، طولانی‌ترین سواری، روز میهن‌پرستان، Lowriders، سگ‌های خورشید و نیز مینی‌سریال واکو بازی کرده‌است. ملیسا حضور کوتاهی در فیلم جی و باب در نقش ملیسا بنویست دارد.

## زندگی و تحصیلات
بنویست ۴ اکتبر ۱۹۸۸ در شهر هیوستون واقع در ایالت تگزاس زاده شد. زمانی که جوان بود، والدینش از هم جدا شدند و پس از جدایی، با مادرش در حومهٔ شهر دنور ساکن شدند. او دو خواهر تنی به نام‌های جسیکا (رمان‌نویس) و کریستینا (دانشمند زیست‌محیطی) و ۵ خواهر و برادر ناتنی از ازدواج مجدد پدرش دارد.
او کلاس‌های رقص را از سه سالگی شروع کرد و بر روی رقص باله، جاز و تپ متمرکز شد. وقتی چهار ساله بود در یک نمایش کلیسایی به کارگردانی خاله اش بازی کرد، و پس از آن شروع به بازی در انجمن تئاتر کودکان در زادگاهش نمود.
بنویست در نوجوانی به مدت سه تابستان همراه با آکادمی هنرهای تئاتر (یک مدرسه تئاتر موزیکال که در آن حضور داشت) به صورت ناشناس در دیزنی‌لند به اجرا پرداخت.
همچنین وی در تعدادی از نمایش‌های تئاتر در مرکز هنری تاون‌هال واقع در منطقه مترو دنور اجرا کرد.
او به جای شرکت در مهمانی فارغ‌التحصیلی دبیرستان، نمایش اویتا را اجرا کرد.
در سال ۲۰۰۶، روزنامهٔ The Denver Post از او به عنوان «یکی از ۵ کودک کلرادویی که نمی‌توان آن‌ها را از دست داد» یاد کرد.
او در سال ۲۰۰۷ از دبیرستانی واقع در سنتنیال کلرادو فارغ‌التحصیل شد و پس از آن برای دنبال کردن حرفهٔ تئاتر موزیکال به نیویورک رفت.
ابتدا او در رشته تئاتر موزیکال برای مقطع کارشناسی در کالجی واقع در منهتن شرکت کرد اما در سال دوم تحصیلش، رشته خود را به دلیل تحسین نمایش‌های روسی قرن ۱۹ به تئاتر تغییر داد.
وی در سال ۲۰۱۱ موفق به دریافت مدرک کارشناسی تئاتر شد.
او همچنین در هنگام حضورش در کالج، در تئاترهای مختلفی به ایفای نقش پرداخت.

## فیلم‌شناسی
- تنسی در نقش لارل در سال ۲۰۰۸
- ویپلش در نقش نیکول در سال ۲۰۱۴
- گلی در نقش مارلی رز در سال ۲۰۱۲ تا ۲۰۱۴
- سگ‌های خورشیدی در نقش تالی پترسن در ۲۰۱۷
- سوپرگرل در نقش کارا دنورز/سوپر گرل از ۲۰۱۵ تا اکنون
- جنگجوهای آزادی: ری صداپیشه نقش سوپرگرل از ۲۰۱۷ تا ۲۰۱۸
- دنی کالینز در نقش جمی در سال ۲۰۱۵
- طولانی‌ترین سواری در نقش مارسیا در سال ۲۰۱۵
- روز میهن‌پرستان در نقش کاترین راسل در سال ۲۰۱۶
- دسته سارقان در نقش بکی تچر در سال ۲۰۱۵
- ریبوت جی و باب ساکت در نقش خودش در سال ۲۰۱۹

## زندگی شخصی

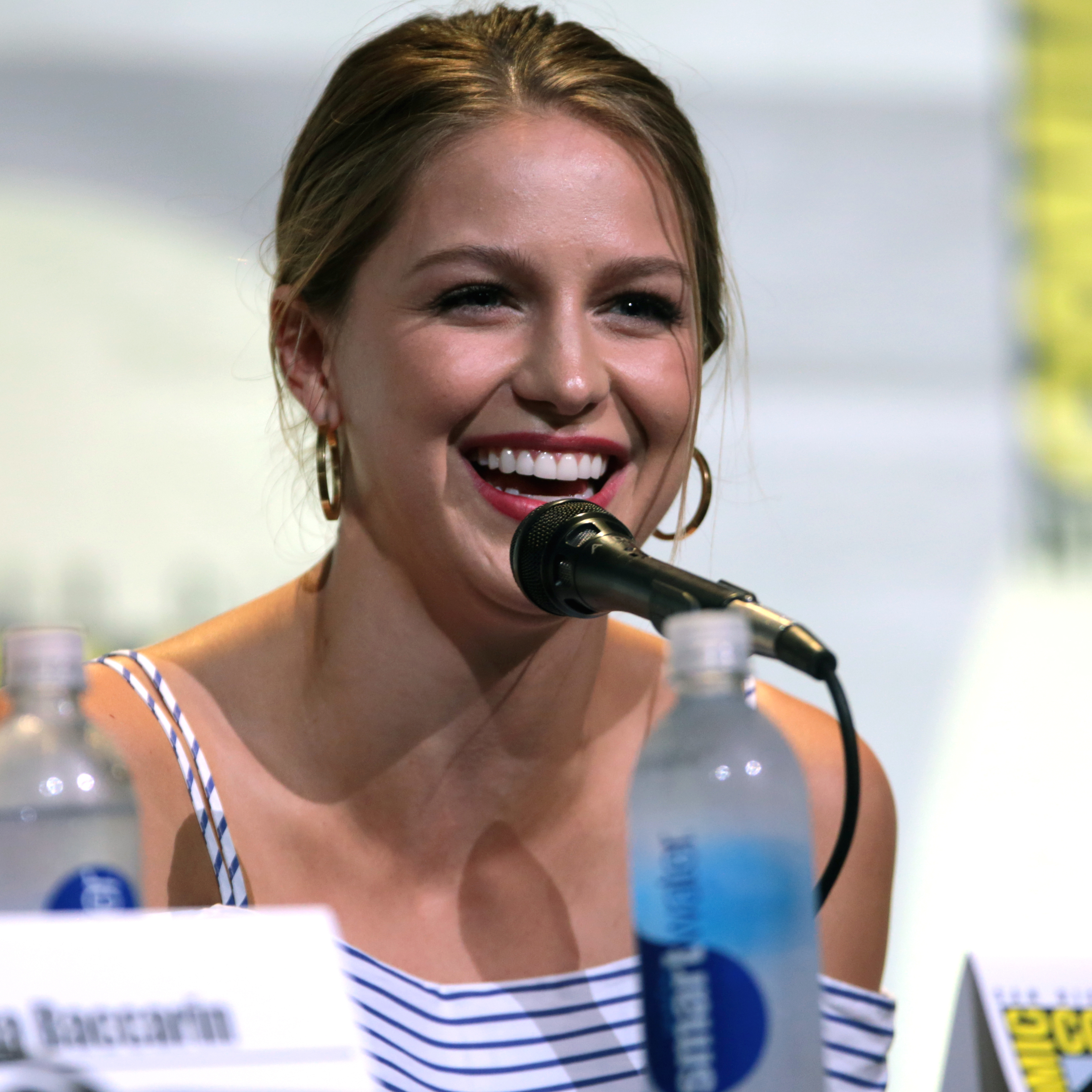
ملیسا بنویست در یک مصاحبه

بنویست در مارس ۲۰۱۵ با همکار خود در سریال گلی، بلیک جنر، ازدواج کرد، و سال ۲۰۱۶ از او جدا شد.
در سپتامبر ۲۰۱۴، طی ماجرای هک تصاویر چهره‌های سرشناس ۲۰۱۴ تصاویری عریان که ظاهراً متعلق به بنویست بودند، پخش شدند.
بنویست و کریس وود نامزدی خود را در ۱۰ فوریه ۲۰۱۹ اعلام کردند و در سپتامبر ۲۰۱۹ ازدواج کردند. این زوج در اینستاگرام اعلام کردند که فرزند آنها زاده شده‌است و آنها در صفحه اینستاگرام خود اعلام کردند که فرزندشان پسر است و نام او huxley robert wood است.

## جوایز
- نامزد جوایز برگزیده نوجوانان در سال ۲۰۱۳ برای سریال گلی[۱۱]
- نامزد جایزه ساترن بهترین بازیگر زن ۲۰۱۶ در یک سریال تلویزیونی برای سوپرگرل[۱۲]
- برنده جایزه ساترن عملکرد برتر ۲۰۱۶ برای سوپرگرل[۱۳]
- برنده جایزه ساترن بهترین بازیگر زن در یک سریال تلویزیونی ۲۰۱۷ برای سوپرگرل[۱۴]
- برنده جوایز برگزیده نوجوانان بازیگر تلویزیونی اکشن ۲۰۱۷ برای سوپرگرل[۱۵]
- نامزد جوایز برگزیده نوجوانان لیپلاک برگزیده (با کریس وود) ۲۰۱۷ برای سوپرگرل
- نامزد جوایز برگزیده نوجوانان تی وی شیپ برگزیده (با کریس وود) ۲۰۱۷ برای سوپرگرل
- نامزد جایزه ساترن بهترین بازیگر نقش اول زن در یک سریال تلویزیونی ۲۰۱۸ برای سوپرگرل[۱۶]
- برنده جوایز برگزیده نوجوانان  انتخاب اکشن بازیگر تلویزیون بازیگر ۲۰۱۸ برای سوپرگرل[۱۷]
- برنده جایزه ساترن بهترین بازیگر زن در یک سریال تلویزیونی ۲۰۱۹ برای سوپرگرل[۱۸]
- نامزد جوایز برگزیده نوجوانان بازیگر تلویزیونی اکشن ۲۰۱۹ برای سوپرگرل[۱۹]